# Grammy Award du meilleur album de latin jazz
Le Grammy Award for Best Latin Jazz Album (« Grammy Award du meilleur album de latin jazz ») est un prix décerné chaque année depuis 1995 lors de la cérémonie des Grammy Awards. Il est attribué à un artiste ou un groupe de musique de style latin jazz pour la qualité de la musique réalisée. 
En 2011, les musiciens Paquito d'Rivera et Chucho Valdés sont les artistes les plus primés avec au total trois récompenses chacun dans cette catégorie. 
En 2012 ce prix fusionne avec la catégorie Best Jazz Instrumental Album.

## Historique
Le prix est lors de sa création en 1995 appelé le Grammy Award for Best Latin Jazz Performance (« Grammy Award de la meilleure interprétation de latin jazz »), décerné au trompettiste Arturo Sandoval. En 2001, le nom de cette catégorie est changé Best Latin Jazz Album et cette année-là les producteurs, ingénieurs et arrangeurs associés à l'œuvre récompensée sont également lauréats en plus de l'artiste. Selon les indications fournies par le guide de la 52e cérémonie des Grammy Awards, le prix est remis à un « album vocal ou instrumental contenant au moins 51 % de temps de jeu avec du contenu enregistré nouveau », et avec l'intention de valoriser la musique jazz avec celle argentine, brésilienne, ibéro-américaine, latine et tango.
Depuis sa création, le prix est décerné à des musiciens ou groupes originaires du Brésil, de Cuba, de la République dominicaine et des États-Unis. 
En 2011, Paquito D'Rivera et Chucho Valdés détiennent le record du plus grand nombre de victoires dans cette catégorie, avec trois chacun. Arturo Sandoval, Charlie Haden et Eddie Palmieri (une fois en collaboration dans le projet The Brian Lynch / Eddie Palmieri) ont été deux fois récipiendaires. Avec quatre nominations, Ray Barretto a été le plus de fois nommé sans obtenir le prix.
À partir de 2012, le prix n'est plus décerné à la suite d'une refonte importante des catégories aux Grammy Awards. Les enregistrements de latin jazz sont proposés soit dans la catégorie meilleur album de jazz instrumental (Best Jazz Instrumental Album) ou meilleur album de jazz vocal (Best Jazz Vocal Album).

## Liste des lauréats

### Années 1990
| Année | Artiste ou groupe récompensé | Album              | Nommés et leur album | Ref.  | Lauréat                 |
| ----- | ---------------------------- | ------------------ | --- | ----- | ----------------------- |
| 1995  | Arturo Sandoval              | Danzón (Dance On)  | - Ray Barretto & New World Spirit – Taboo - Mario Bauzá and the Afro-Cuban Jazz Orchestra – 944 Columbus - Jerry Gonzalez and the Fort Apache Band – Crossroads - Eddie Palmieri – Palmas                                                              | [ 3 ] | Arturo Sandoval en 2008 |
| 1996  | Tom Jobim                    | Antonio Brasileiro | - Jerry Gonzalez et le Fort Apache Band – Pensativo - Arturo O'Farrill et son Afro-Cuban Jazz Orchestra – Pure Emotion - Eddie Palmieri – Arete - Carlos Valdés et Changuito y Orestes Vilató – Ritmo y Candela: Rhythm at the Crossroads              | [ 4 ] |                         |
| 1997  | Paquito D'Rivera             | Portraits of Cuba  | - Ray Barretto – My Summertime - Steve Berrios et Son Bacheche – And Then Some! - Terence Blanchard et Ivan Lins – The Heart Speaks - Don Grolnick – Medianoche                                                                                        | [ 5 ] |                         |
| 1998  | Roy Hargrove's Crisol        | Habana             | - Conrad Herwig – The Latin Side of John Coltrane - Giovanni Hidalgo – Hands of Rhythm - Banda Mantiqueira – Aldeia - Carlos "Patato" Valdés – Ritmo y Candela II: African Crossroads                                                                  | [ 6 ] | Roy Hargrove en 2006    |
| 1999  | Arturo Sandoval              | Hot House          | - Ray Barretto and New World Spirit – Contact - Paquito d'Rivera et le United Nation Orchestra – Paquito D'Rivera and the United Nation Orchestra - Danilo Pérez – Central Avenue - David Sánchez – Obsession - Chucho Valdés – Bele Bele en la Habana | [ 7 ] | Arturo Sandoval en 2001 |

### Années 2000
| Année | Artiste ou groupe récompensé                            | Album                        | Nommés et leur album | Ref.   | Lauréat              |
| ----- | ------------------------------------------------------- | ---------------------------- | --- | ------ | -------------------- |
| 2000  | Poncho Sanchez                                          | Latin Soul                   | - Al McKibbon – Tumbao Para los Congueros di Mi Vida - Bobby Rodríguez – Latin Jazz Explosion - Gonzalo Rubalcaba and Cuban Quartet – Antiguo - Chucho Valdés – Briyumba Palo Congo – Religion of the Congo                  | [ 8 ]  |                      |
| 2001  | Chucho Valdés                                           | Live at the Village Vanguard | - Bobby Sanabria Big Band – Afro-Cuban Dream… Live and in Clave - Gary Burton – Libertango: The Music of Ástor Piazzolla - Danilo Pérez – Motherland - David Sánchez – Melaza                                                | [ 9 ]  | Chucho Valdes (2007) |
| 2002  | Charlie Haden                                           | Nocturne                     | - Los Hombres Calientes (Irvin Mayfield et Bill Summers) – Vol. 3: New Congo Square - Gonzalo Rubalcaba Trio – Supernova - David Sánchez – Travesía - Various artists – Calle 54                                             | [ 10 ] | Charlie Haden        |
| 2003  | Dave Samuels (en) et le Caribbean Jazz Project          | The Gathering                | - Jane Bunnett – Alma de Santiago - Duduka Da Fonseca – Samba Jazz Fantasia - John Santos et le Machete Ensemble – S.F. Bay - Omar Sosa – Sentir                                                                             | [ 11 ] |                      |
| 2004  | Michel Camilo, Charles Flores et Horacio Hernandez      | Live at the Blue Note        | - Jane Bunnett – Cuban Odyssey - Caribbean Jazz Project – Birds of a Feather - Mark Levine et le Latin Tinge – Isla - Chucho Valdés – New Conceptions                                                                        | [ 12 ] | Michel Camilo        |
| 2005  | Charlie Haden                                           | Land of the Sun              | - Raphael Cruz – Bebop Timba - Jerry Gonzalez y los Piratas del Flamenco – Jerry Gonzalez y los Piratas del Flamenco - Conrad Herwig Nonet – Another Kind of Blue: The Latin Side of Miles Davis - Diego Urcola – Soundances | [ 13 ] | Charlie Haden        |
| 2006  | Eddie Palmieri                                          | Listen Here!                 | - Ray Barretto – Time Was – Time Is - Caribbean Jazz Project avec Dave Samuels – Here and Now – Live in Concert - Sammy Figueroa and His Latin Jazz Explosion – …And Sammy Walked In - Omar Sosa – Mulatos                   | [ 14 ] |                      |
| 2007  | The Brian Lynch/Eddie Palmieri Project                  | Simpático                    | - Ignacio Berroa – Codes - Edsel Gómez – Cubist Music - Dafnis Prieto – Absolute Quintet - Diego Urcola, Edward Simon, Avishai Cohen, Antonio Sánchez et Pernell Saturnino – Viva                                            | [ 15 ] |                      |
| 2008  | Paquito d'Rivera Quintet?                               | Funk Tango                   | - Bobby Sanabria Big Band – Big Band Urban Folktales - Sammy Figueroa and His Latin Jazz Explosion – The Magician - Steve Khan – Borrowed Time - Héctor Martignon – Refugee                                                  | [ 16 ] |                      |
| 2009  | Arturo O'Farrill (en) and the Afro-Latin Jazz Orchestra | Song for Chico               | - Caribbean Jazz Project – Afro Bop Alliance - Conrad Herwig et le Latin Side Band – The Latin Side of Wayne Shorter - Nestor Torres – Nouveau Latino - Papo Vázquez and The Mighty Pirates – Marooned/Aislado               | [ 17 ] |                      |

### Années 2010
| Année | Artiste ou groupe récompensé                | Album               | Nommés et leur album | Ref.   | Lauréat     |
| ----- | ------------------------------------------- | ------------------- | --- | ------ | ----------- |
| 2010  | Bebo Valdés and Chucho Valdés               | Juntos Para Siempre | - Chembo Corniel – Things I Wanted to Do - Geoffrey Keezer – Áurea - Claudio Roditi – Brazilliance X 4 - Miguel Zenón – Esta Plena                   | [ 18 ] | Bebo Valdés |
| 2011  | Chucho Valdés and the Afro-Cuban Messengers | Chucho's Steps      | - Pablo Aslan – Tango Grill - Hector Martignon – Second Chance - Poncho Sanchez – Psychedelic Blues - Wayne Wallace Latin Jazz Quintet – ¡Bien Bien! | [ 19 ] |             |